# Vincent Bal
Pour les articles homonymes, voir Bal (homonymie).
Vincent Bal est un réalisateur belge né le 25 février 1971 à Gand. Il est le fils de la metteuse en scène Eva Bal.

## Filmographie

### Auteur et réalisateur
- 1993 : Aan zee
- 1994 : Tour de France (court métrage)
- 1999 : Une danse le temps d'une chanson : Jolie môme (court métrage)
- 1996 : The Bloody Olive (court métrage)
- 1999 : Man van staal
- 2001 : Miaou ! (film pour la jeunesse)
- 2004 : 10 jaar leuven kort
- 2008 : Kika & Bob (série télé en 13 épisodes)
- 2012 : Nono, het zigzag kind
- 2014 : Brabançonne (sorti en France avec le titre La vie est belge)

### Acteur
- 1979 : Mijn vriend de Fons Rademakers : Son (non crédité)

## Récompenses et distinctions
- 1995 : Dresde, meilleur court-métrage pour Tour de France
- 1997 : Festival international du court-métrage de Clermont-Ferrand, nomination pour le Grand Prix pour The Bloody Olive
- 1997 : Dresde, prix du jury pour The Bloody Olive
- 1998 : Festival international du film fantastique de Bruxelles, meilleure audience pour un court métrage The Bloody Olive
- 1998 : Canal+ Belgique Award, pour The Bloody Olive
- 1998 : Algarve International Film Festival, nomination pour The Bloody Olive
- 2000 : Berlin International Film Festival, Grand Prix du Deutsches Kinderhilfswerk pour Man van staal (1999) ex æquo avec Tsatsiki, Morsan och polisen (1999).
- 2002 : Chicago International Children's Film Festival, Prix du Jury pour Miaou !